# Casasimarro
Casasimarro – gmina w Hiszpanii, w prowincji Cuenca, w Kastylii-La Mancha, o powierzchni 49,62 km². W 2011 roku gmina liczyła 3311 mieszkańców.